# Microregione di Serra de Santana
Serra de Santana è una microregione dello Stato del Rio Grande do Norte in Brasile, appartenente alla mesoregione di Central Potiguar.

## Comuni
Comprende 7 comuni:
- Bodó
- Cerro Corá
- Florânia
- Lagoa Nova
- Santana do Matos
- São Vicente
- Tenente Laurentino Cruz